# Zumikon
Zumikon je obec v kantonu Curych ve Švýcarsku. Žije zde přibližně 5 100 obyvatel.

## Geografie
Obec leží na západním úbočí hory Wassberg (748 m n. m.; součást masivu Pfannenstielkette), asi 200 metrů nad pravým břehem Curyšského jezera. Má rozlohu 548 ha, z toho 35,6 % zaujímají sídla, 27,6 % zemědělství a 27,6 % lesy.
Sousedními obcemi Zumikonu jsou Küsnacht, Zollikon a Maur.

## Historie

Letecký pohled (1923)

První stopy osídlení pocházejí již z pozdní doby bronzové, konkrétně z terasovitého sídliště (lokalita Gössikon-Küsnachtertobel). Zumikon je poprvé zmiňován v roce 946 v přítomku de Zumminga. Více místních názvů svědčí o alamanském osídlení – kromě samotného Zuminkonu také osady Gössikon (zmiňován roku 946 jako Cozinchova) a Waltikon (ve stejném roce připomínán jako Waltlinchova). V roce 1467 zde bylo šest domácností, v roce 1634 žilo v obci 113 obyvatel.
V Zumikonu se nacházela od roku 1271 filiální kaple curyšského kláštera Grossmünster. Po reformaci přestala být využívána, ale v roce 1597 byla obnovena. Poté byl ustanoven vikář, který však až do 18. století bydlel v Curychu. V letech 1730–1731 došlo k výstavbě nového kostela. V roce 1868 vyhlásila kantonální rada samostatnou reformovanou farnost, čímž skončil starý filiální vztah ke klášteru Grossmünster. Od roku 1333 patřil Zumikon prokazatelně k části říšského panství Curych, která připadla Zollikonu, a spolu s ním přešel v roce 1358 pod správu města Curych.

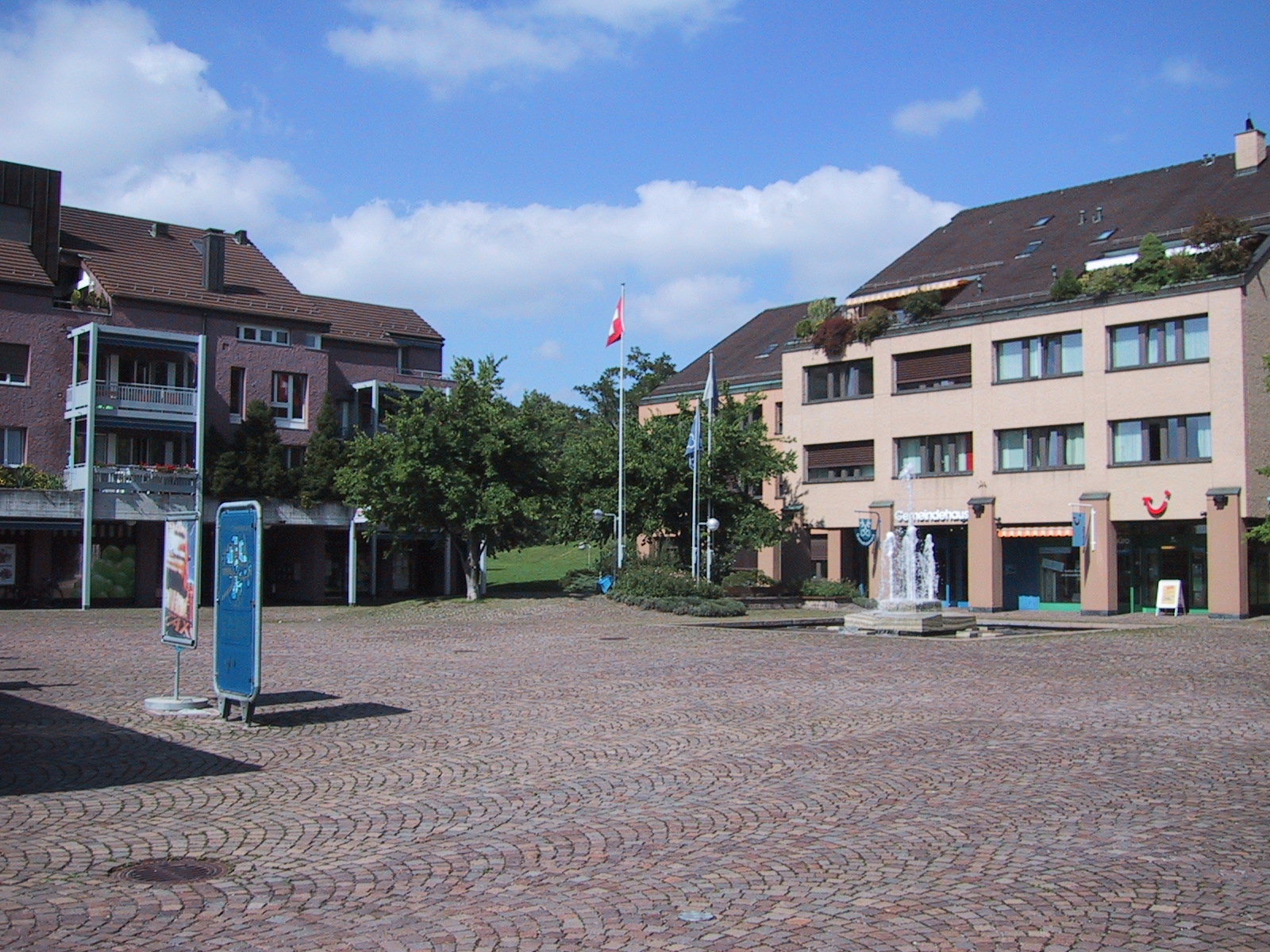
Náměstí v centru obce

V roce 1912 byla otevřena železniční trať Forchbahn a postavena stanice. Od roku 1930 má Zumikon golfové hřiště. V roce 1946 byl schválen nový územní plán a v roce 1963 byla otevřena obchvatová silnice. Díky atraktivní poloze se zde usazovali zámožní obyvatelé, a tak měl Zumikon v roce 2011 třetí nejvyšší daňovou sílu v kantonu Curych.
V roce 1977 byly železnice Forchbahn i silnice přesunuty do podzemí. Nad vzniklým překrytím bylo v roce 1982 vybudováno moderní centrum obce.

## Obyvatelstvo
| Rok            | 1634 | 1850 | 1900 | 1950 | 1960 | 2000 |
| Počet obyvatel | 113  | 711  | 587  | 1063 | 2039 | 4550 |

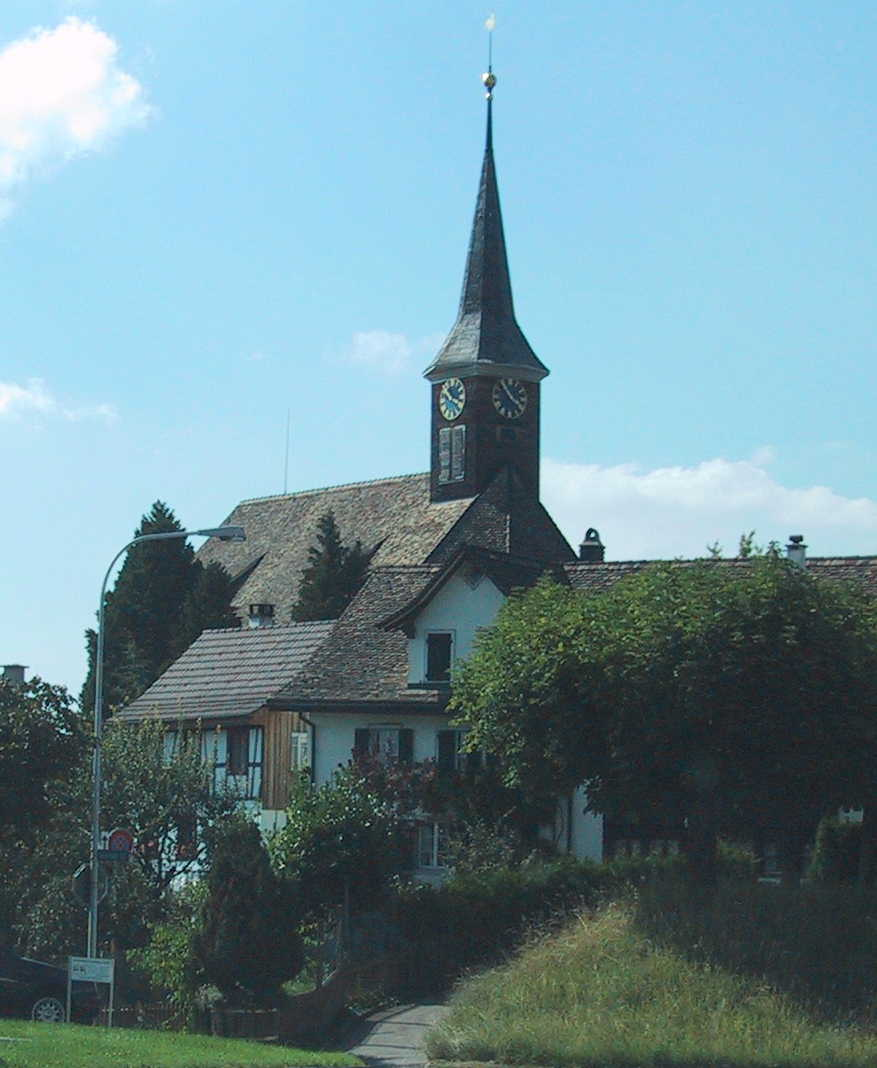
Reformovaný kostel v Zumikonu

Úředním jazykem obce je němčina. Místní dialekt němčiny je nazýván Züridütsch (curyšská němčina). Většina obyvatel (k roku 2000) hovořila německy (85,0 %), druhou nejčastější řečí byla angličtina (4,0 %) a třetí italština (3,2 %).

### Náboženství
Zumikon se nachází v převážně reformovaném kantonu Curych (24,5 % oproti 22,9 % římskokatolického obyvatelstva), čemuž odpovídá také zastoupení těchto církví v populaci obce. V roce 2022 se k evangelické reformované církvi hlásilo 29,4 % obyvatel, k římskokatolické 21,7 % a 51,1 % obyvatel mělo jinou nebo žádnou konfesní příslušnost.

## Hospodářství
V obci existovala od středověku domácí textilní výroba. V roce 1787 se přádelnictvím bavlny zabývalo jen 6 osob, ale bylo zde 26 bavlněných a 9 mušelínových tkalcovských stavů. V 19. století se domácí práce přeorientovala na hedvábnictví – v roce 1850 pracovalo v domácí výrobě 230 osob, většina z nich v tkaní hedvábí. Ve stejném roce bylo 174 osob zaměstnáno v zemědělství, zatímco řemeslníků bylo jen 11.
V Zumikonu sídlí výrobce automobilů Rinspeed.

## Doprava
Obec leží na regionálních silnicích a prochází jí dálnice A52.
Spojení s Curychem a dalšími okolními obcemi zajišťuje příměstská železnice Forchbahn a autobusové linky.

## Osobnosti
- Max Bill (1908–1994), švýcarský architekt a sochař
- Elisabeth Schwarzkopfová (1915–2006), německá operní pěvkyně
- Udo Jürgens (1934–2014), rakouský zpěvák
- Philipp Rösler (* 1973), bývalý německý vicekancléř